# Richard Neuhauss
Richard Gustav Neuhauss, né le 17 octobre 1855 à Blankenfelde-Mahlow et mort le 9 février 1915 à Berlin-Lichterfelde, est un médecin, anthropologue et promoteur de la photographie scientifique.

## Biographie
Richard Neuhauss étudie les sciences naturelles à Heidelberg et à Berlin puis la médecine. Il est docteur en médecine de l'Université de Leipzig en 1883.
Après avoir visité l'Europe du Sud, l'Afrique du Nord et l'Europe du Nord jusqu'au Cap Nord durant ses études, il entreprend un voyage de recherche anthropologique dans le Pacifique en 1884 (Australie, Nouvelle-Zélande et à Hawaï). Il apprend le moulage de masques en plâtre dans l'atelier du Castans Panopticum à Berlin sous la direction du sculpteur Moritz Schulz. Il réalise vingt moulages faciaux d'habitants et deux albums de photographie.
En plus de son travail de médecin généraliste à Berlin, il est rédacteur en chef du Photographischen Rundschau de 1894 à 1907. Il expérimente la photographie interférentielle inventée par Gabriel Lippmann et la photographie sous microscope. À partir de 1904, il est conservateur de l'importante collection photographique de la Société berlinoise d'anthropologie, ethnologie et préhistoire.
Avec sa femme, il fait un séjour en Nouvelle-Guinée allemande de fin octobre 1908 à fin mai 1910. Ils effectuent des excursions à l'intérieur du pays et explorent les fleuves Markham et Sepik ainsi que diverses villes côtières du nord-est de la Nouvelle-Guinée. Il prend environ 1100 photographies et récolte des collections ethnographiques.
En 1914, il devait participer à l'expédition anglo-allemande prévue pour explorer la Nouvelle-Guinée en dirigeable.
Après le déclenchement de la Première Guerre mondiale, il dirige une station épidémique à Berlin-Lichterfelde. Il meurt de la diphtérie.

## Galerie Photos

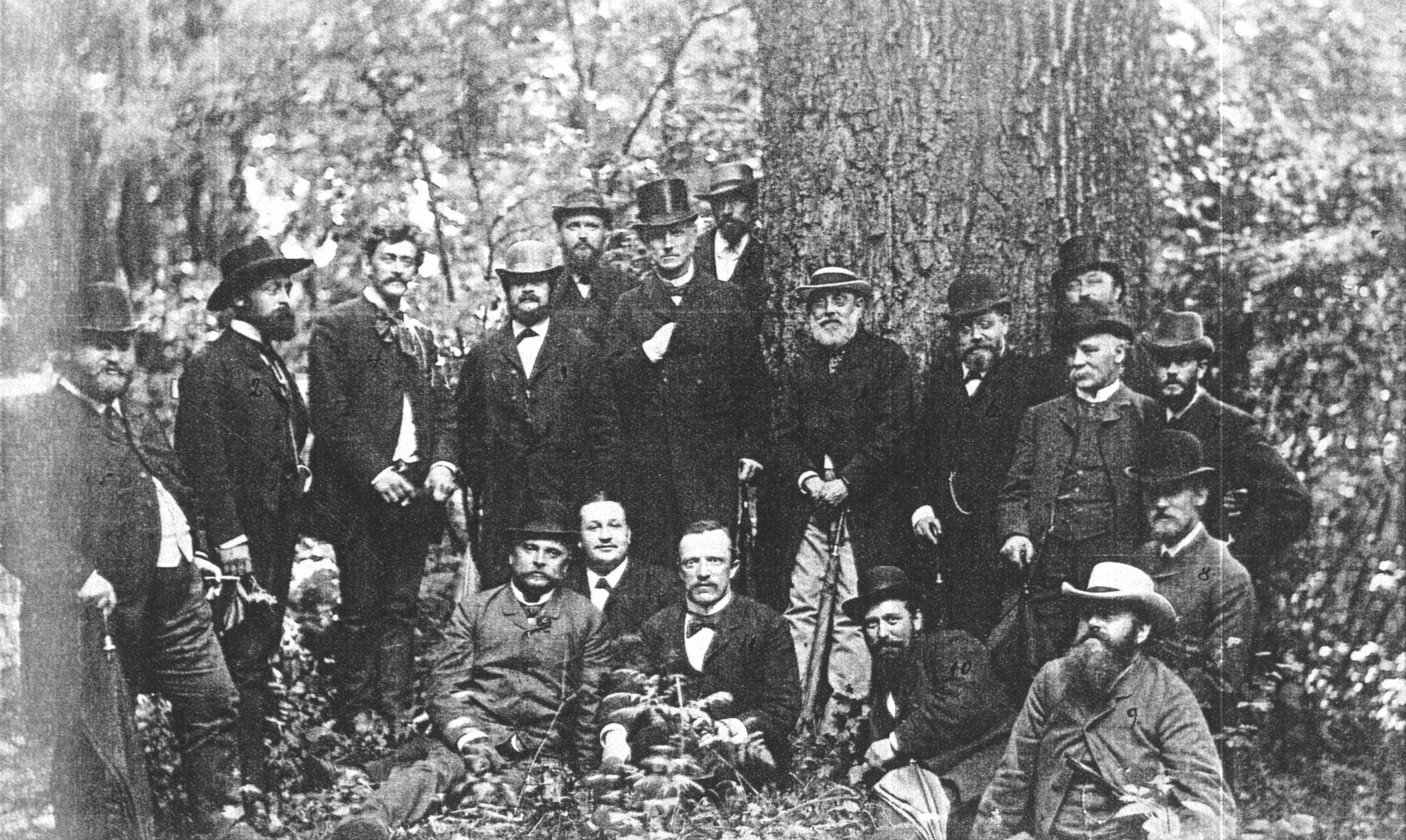
Société berlinoise d'anthropologie, d'ethnologie et de préhistoire 1885
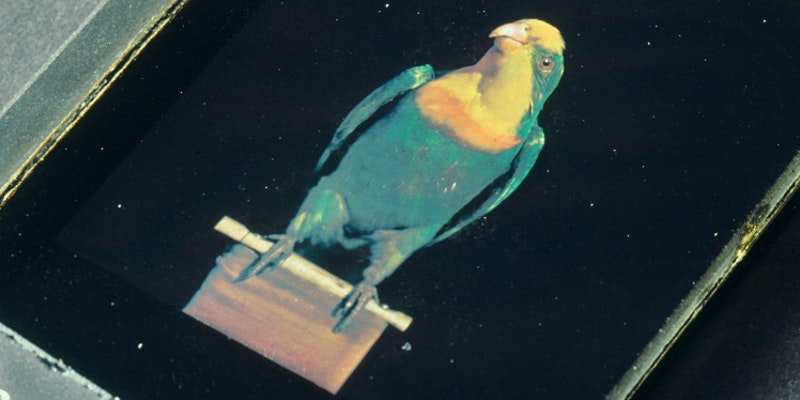
photographie interférentielle 1891
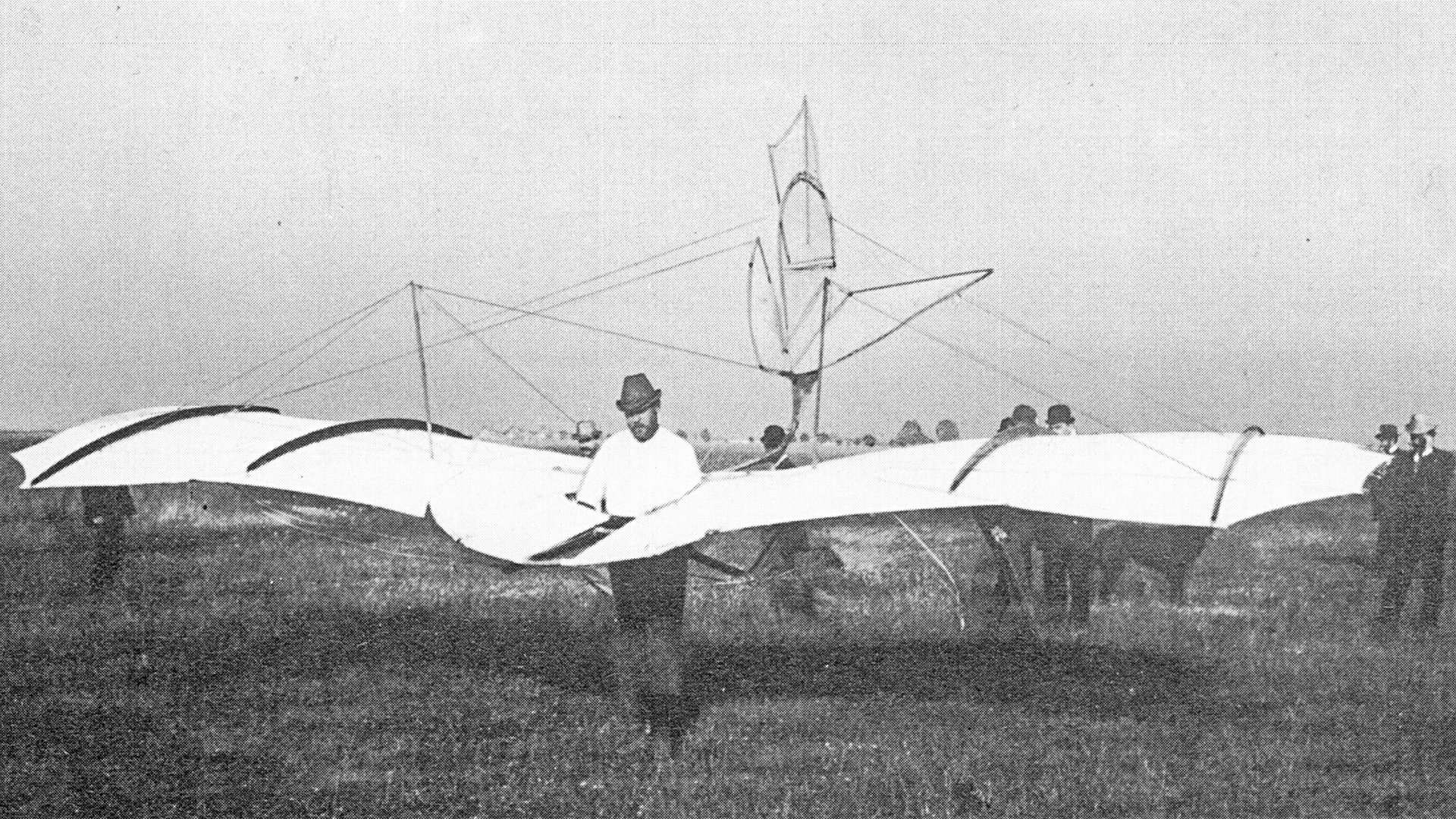
Otto Lilienthal 1895
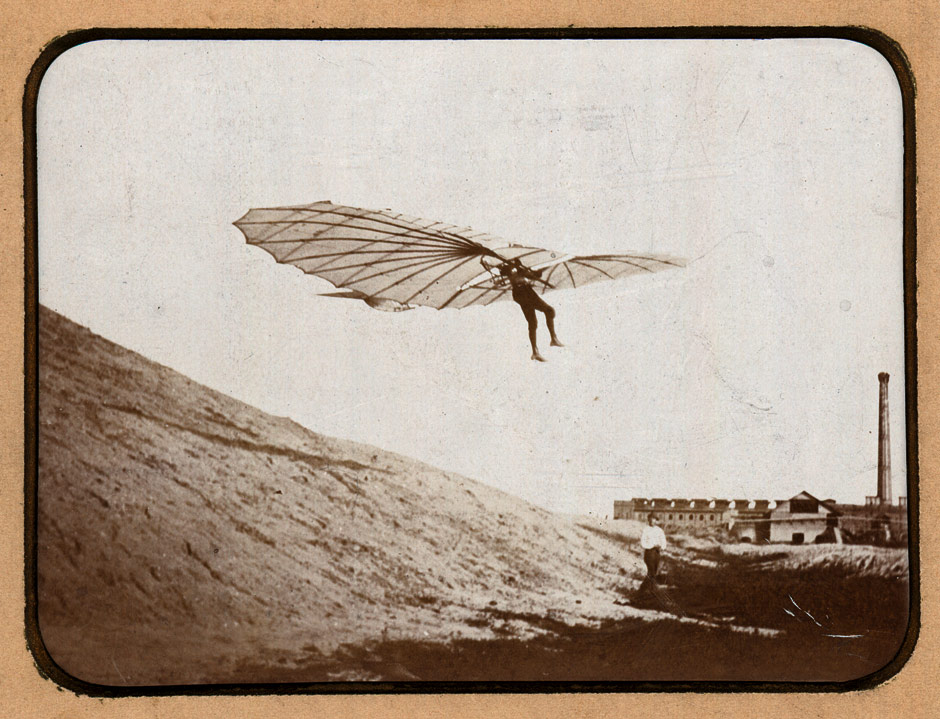
vol de Otto Lilienthal